# Ulica Browarna w Warszawie
Ulica Browarna – ulica na warszawskim Powiślu.

## Historia
Ulica została wytyczona w 1768 roku u podnóża skarpy warszawskiej wraz ze swoim przedłużeniem – ulicami Furmańską i Sowią – jako droga z jurydyki Mariensztat do jurydyki Stanisławów. Nazwa ulicy pochodzi od browaru królewskiego, istniejącego tu jeszcze w XVIII wieku. W tym czasie Browarna posiadała wyłącznie drewnianą zabudowę.
Po roku 1815 przy ulicy powstały niewielkie murowane kamieniczki o bardzo skromnym wystroju; luźno rozrzucone domy stały w okolicach ulic Karowej i nieistniejącej dziś Kokoszej.
Zwartą zabudowę otrzymał jedynie końcowy odcinek pomiędzy ulicami Gęstą i Furmańską. Na południe od ulicy Gęstej zabudowano tylko wschodnią pierzeję ulicy; przy stronie zachodniej nigdy nie wzniesiono większych budynków ze względu na podmokłość podnóża skarpy.
W II połowie XIX wieku mieszkańcami ulicy była w znaczącym stopniu ludność żydowska.
Krótko przed rokiem 1930 w okolicy ulicy Karowej powstał sześciopiętrowy dom spółdzielni mieszkaniowej „Własność”, zaburzający swym gabarytem panoramę okolicy. Do roku 1939 ulica słynęła z licznych sklepików spożywczych i wędliniarskich, choć nadal była chaotycznie i ubogo zabudowana drewnianymi ruderami.
W okresie okupacji niemieckiej cała zabudowa ulicy została zniszczona; ostatnie ocalałe relikty rozebrano po roku 1960 wraz z budową osiedla Radna.

## Inne informacje
- Na początku XX wieku w wynajmowanym przez matkę pokoju na poddaszu domu przy ul. Browarnej 11 mieszkała młoda Apolonia Chałupiec, znana później jako Pola Negri[5].